# Jánovce (powiat Galanta)
Jánovce – wieś (obec) na Słowacji, w kraju trnawskim, w powiecie Galanta. Miejscowość położona jest na Nizinie Naddunajskiej.